# Абант (син на Евридам)
Вижте пояснителната страница за други значения на Абант.
Абант (на старогръцки: Ἄβας, Abas) в гръцката митология е троянец, син на гадателя на сънища Евридам.
През Троянската война той е убит заедно с брат му Полиид (Polyidos) от Диомед.